# The Peak Twin Towers
The Peak es el complejo de apartamentos de torres gemelas más altas del mundo.[cita requerida] Situado en el distrito financiero Jl. Jend. Sudirman de Yakarta (Indonesia), The Peak fue diseñado por DP Architects. The Peak se ha convertido en un icono de Yakarta debido a su altura y simetría. [cita requerida]
Con una altura de aproximadamente 265 m (incluyendo la antena encima de la corona), The Peak comprende cuatro torres, dos juegos de torres gemelas con 35 y 55 plantas. La construcción comenzó en 2003. La finalización estaba prevista en junio de 2006, pero se prolongó hasta 2007, con algún retoque menor en curso todavía en 2008.
Las instalaciones disponibles a propietarios e inquilinos incluyen una piscina olímpica, bañeras de hidromasaje, piscinas de inmersión, saunas, baños de vapor, pistas de tenis, squash y baloncesto, gimnasio y salas de masajes. Los áticos están situados en las plantas 46 a 55 con vistas panorámicas de Yakarta.[cita requerida]
El complejo se incluye en el libro "Los 50 Mejores Apartamentos del Mundo", publicado por Images Publishing Australia en 2006, antes de que estuviera terminado.. 

## Datos
352 apartamentos de propiedad privada, 110 unidades alquiladas como apartamentos con servicios. 
Belt Collins International, de Singapur, con experiencia en resort áreas en Hawái, Tailandia y Australia, mantiene el paisaje.
The Peak usa ascensores, tipo GPS III M y Nexway, que pueden llevar 15 personas a una velocidad de hasta 210 m por minuto.
Davy Sukamta & Partners - Structural Engineers, Indonesia, son los ingenieros de diseño estructural del proyecto.
El sistema de resistencia lateral para este esbelto edificio es núcleo RC y sistema estabilizador, situado en las plantas 10-12, 21-23 y 32-34. Estos estabilizadores transfieren el movimiento de flexión del núcleo en fuerzas axiales en las columnas estabilizadoras, haciendo por lo tanto la estructura mucho más rígida y eficiente. Este sistema hace uso de toda la anchura del edificio para vencer el momento de vuelco de un terremoto o el viento, y hace al edificio más estable. El período fundamental de la estructura es 4,536 segundos. The Peak ha sido diseñado para resistir un  terremoto  de 500 años según el Nuevo Código de Diseño Sismorresistente Indonesio para Edificios SNI 03-1726-2002 y un viento de 100 años. Usó la instalación de Boundary Layer Wind Tunnel Laboratory Canada para predecir el comportamiento del edificio bajo fuerte viento, y probó que respondería satisfactoriamente. La aceleración de la planta superior durante un viento de 10 años es de 9.6 mg, por debajo del criterio internacional de 15 mg, para asegurar el confort de los ocupantes. El ingeniero de viento del proyecto es RWDI, Canadá.